# Rètol de neó

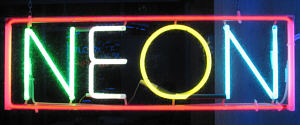
neó

Un rètol de neó, o simplement neó , és un rètol fet a partir d'un tub de neó fluorescent. Es fabrica a partir de la flexió d'un tub de vidre. Hi ha una artesania especialitzada per fer aquest tipus de tub.
Existeix també un sistema d'il·luminació per pantalla TFT retroiluminació amb tubs de neó.

## Història
La patent va ser presentada pel francès Georges Claude el 1910, després es va desenvolupar als Estats Units. Amb aquesta tècnica, la marca de comunicació d'una empresa es va poder fer lluminosa.
El rètol de neó pot ser d'il·luminació directa o indirecta. Pot ser fet a mida o estàndard.
El rètol de neó es compon d'un tub fluorescent de càtode fred, modelat, d'un nivell baix de consum (consum mitjà de 25 W per metre) i 100% reciclable a través de canals aprovats.

## Fabricació
Els tubs de neó es fabriquen doblegant els tubs de vidre en formes per als rètols. Després de donar-los la forma, el tub buit es buida amb bombes de buit i es reomple amb gasos per obtenir el color desitjat, com el gas de neó per a una il·luminació vermella. S'hi col·loquen els elèctrodes a cadascun dels extrems del tub perfilat, i tot el tub es segella per evitar filtracions de gasos cap a dins o fora, la qual cosa provocaria que el tub fallés. Fets de tubs de vidre, les llums de neó es poden formar artísticament en diferents formes artístiques, com imatges o lletres. Aquestes llums brillants i multicolors sovint s'utilitzen per crear rètols cridaners amb finalitats publicitàries, que es denominen adequadament rètols de neó.
En algunes aplicacions, els tubs de neó cada vegada més es substitueixen per LEDs, donat el creixement sostingut de la brillantor dels LEDs i la reducció dels costos dels LEDs d'alta brillantor. No obstant això, els defensors de la tecnologia de neó afirmen que encara tenen avantatges significatius sobre els LEDs. No obstant això, el neó en LED ha ampliat les possibilitats de disseny, com formes flexibles, il·luminació degradada i pantalles multicolors, que el neó tradicional no pot aconseguir.
La il·luminació de neó és valuosa per despertar nostàlgia dels anys 40 o 50 en el màrqueting i en la restauració històrica de monuments arquitectònics de l'època del neó. L'arquitectura de l'època moderna sovint utilitzava neó per ressaltar el vidre pigmentat estructural, integrat en la façana de les construccions dels anys 30 o 40; molts d'aquests edificis ara són elegibles per a la inclusió en registres històrics, com el Registre Nacional de Llocs Històrics dels EUA, si la seva integritat històrica es conserva de bona fe. Avui dia, els rètols de neó continuen sent utilitzats per la seva atractiva estètica nostàlgica i els seus efectes de llum únics, sovint trobats en la marca de botigues, el disseny d'interiors i l'art públic.

## Tipus de font d'energia
- Convertidors electrònics
- Transformadors ferromagnètics

Hi ha una paleta de quaranta colors disponibles, a part d'una vintena de tons de blanc, de 2300 K a 10500 K.
El rètol de neó és apreciat per arquitectes, dissenyadors d'il·luminació i publicistes, pel seu índex de reproducció cromàtica (CRI de representació de colors). També és possible arribar a qualsevol barreja de colors (variant :gradació, tipus de colors, intensitat, etc.).

## Color i brillantor del neó
Tot depèn de:
- La composició del gas a l'interior del tub.
- El color del cristall (o, de vegades el recobriment amb què s'acaba de pintar)
- L'aplicació del fòsfor pertinent.

El fòsfor s'utilitza quan els tubs estan plens d'una barreja de neó, argó i vapor de mercuri. Els fósfors es poden combinar. Hi ha també fòsfor de llum blanca.

## Font
- la invenció del neó